# Jess Wade
Jessica Alice Feinmann Wade (oktober 1988) is een Britse natuurkundige en onderzoeker in het Blackett Laboratorium van het Imperial College London. Wade onderzoekt elektronische componenten van organische materialen, zoals light emitting diodes (LEDs) van polymeer. In 2017 won Wade de Robin Perrin Award van het Institute of Materials, Minerals and Mining (IOM3) voor materiaalkunde, in 2018 de Daphne Jackson Medal and Prize van het Institute of Physics (IOP) en in 2019 de British Empire Medal. In datzelfde jaar werd Wade genoemd in Nature's 10 people who mattered in science in 2018 (Nederlands: Tien mensen die er in 2018 toe deden in de wetenschap).

## Opleiding
Wade haalde haar eindexamen aan de South Hampstead High School in Londen in 2007. Ze volgde daarna de opleiding 'Art and Design' aan het Chelsea College of Art and Design. In 2012 behaalde ze haar Master of Science (MSci) graad in natuurkunde aan het Imperial College London Daar promoveerde ze in 2016 in de natuurkunde op een proefschrift over nanometrologie in organische halfgeleiders, Nanometrology for controlling and probing organic semiconductors and devices.

## Onderzoek en carrière
Wade 's onderzoeksinteresses zijn in materiaalkunde, chirale verbindingen en circulaire polarisatie. Vanaf 2020 is Wade postdoctoraal onderzoeksassistent in plastic electronics in de solid-state physics group aan het Imperial College London, met de nadruk op het ontwikkelen en karakteriseren van licht emitterende polymeer dunne films. In samenwerking met Alasdair Campbell en Matthew Fuchter ontdekte Wade hoe chirale materialen op functionele interfaces kunnen worden gesjabloneerd, waardoor de weg wordt vrijgemaakt voor afstelbare chiroptische technologieën.
Haar onderzoek is gepubliceerd in wetenschappelijke tijdschriften als het Journal of Physical Chemistry, het Journal of the American Chemical Society, het Journal of Materials Chemistry, Advanced Functional Materials, het Journal of Chemical Physics, Advanced Electronic Materials en Energy & Environmental Science. Ze is co-auteur van onderzoeken met James Durran, Henning Sirringhaus, Jenny Nelson, Donal Bradley, en Ji-Seon Kim. Volgens Web of Science had Wade in november 2022 59 artikelen gepubliceerd en is ze 1124 keer geciteerd.

### Gendergelijkheid in de wetenschap
Wade zet zich in voor gendergelijkheid in exacte wetenschap, technologie, ontwerp en toegepaste wiskunde. Ze vertegenwoordigde het Verenigd Koninkrijk in het programma Hidden No More dat betaald werd door het Amerikaanse ministerie van Buitenlandse Zakenen zat in het bestuur van zowel de Young Women's Board van de WISE Campaign. Wade is kritisch over dure campagnes om meiden te betrekken bij exacte wetenschappen die er vaak van uitgaan dat er slechts een kleine minderheid van meiden geïnteresseerd zou zijn of dat meiden dan wel "chemische bestandsdelen van lippenstift of nagellak" kunnen bestuderen. Wade schatte in 2018 dat in het Verenigd Koninkrijk jaarlijks zo'n vier tot vijf miljoen Britse ponden worden besteed om een wetenschappelijke carrière voor vrouwen te promoten, maar dat er slechts weinig onderzoek naar de resultaten wordt gedaan.

### Genderbias op Wikipedia
Een controversieel onderwerp binnen de Wikipediagemeenschap is de ongelijke aandacht die wordt besteed aan mannen en vrouwen in de artikelen. Wade schreef daarover samen met Zaringhalam een opiniërend artikel in het Amerikaanse dagblad de Washington Post. Ze beschrijft onder meer dat het door tegenstand van andere vrijwilligers nagenoeg onmogelijk was, nieuwe artikelen geplaatst te krijgen over vrouwelijke wetenschappers. De artikelen werden voortdurend verwijderd om de reden dat de personen niet relevant genoeg waren. Wade wijst er op dat de meest obscure figuren uit de 'showbiz' wel een eigen artikel krijgen.
Naderhand kon ze alsnog een grote bijdrage leveren in het kader van een Wikipedia-campagne waarin de aanmaak van artikelen over belangrijke vrouwelijke wetenschappers werd gestimuleerd om de ondervertegenwoordiging van vrouwen in exacte wetenschap, technologie, ontwerp en toegepaste wiskunde bij Wikipedia te verminderen. In 2018 kreeg Wade daarvoor een 'eervolle vermelding' bij de prijs voor de Wikimediaan van het jaar.